# Великобритания на «Евровидении-2001»
Великобритания принимала участие в сорок шестом выпуске телевизионного конкурса Евровидение-2001, который состоялся 12 мая на стадионе Паркен в Копенгагене, Дания. Страну представляла юная певица Линдси Дракасс с песней No Dream Impossible ("Нет невозможной мечты"), написанной Расселом Баллардом и Крисом Винтером. По итогам голосования она заняла 15-е место из 23, набрав 28 очков. Тем не менее, No Dream Impossible стала предшественницей британской заявки на Евровидение-2002 Come Back в исполнении Джессики Гарлик. Конкурс был показан BBC на канале BBC One с комментариями Терри Вогана и транслировался на радиостанции BBC Radio 2 с комментариями Кена Брюса. Глашатаем, объявлявшим очки Великобритании, был Колин Берри.

## Предыстория
К моменту своего участия на конкурсе 2001 года Великобритания участвовала на Евровидение 43 раза с момента своего дебюта в 1957 году. Страна выигрывала конкурс пять раз: в 1967 году с песней Puppet on a String в исполнении Сэнди Шоу, в 1969 году в результате четверной ничьи с песней Boom Bang-a-Bang в исполнении Лулу, в 1976 году с песней Save Your Kisses for Me в исполнении группы Brotherhood of Man, в 1981 году с песней Making Your Mind Up в исполнении группы Bucks Fizz и в 1997 году с песней Love Shine a Light в исполнении группы Katrina and the Waves. За это время Великобритания также финишировала дважды ниже десятки лучших: в 1978 и 1987 годах. С 1999 года, когда прежнее правило об обязательном исполнении песни на национальном или региональном языке было отменено, страна имела меньший успех. На Евровидение-2000 композиция Don't Play That Song Again в исполнении Ники Френч финишировала на шестнадцатом месте, набрав 28 очков.

## До «Евровидения»

### A Song for Europe 2001
Начиная с 1957 года британский телевещатель BBC организовывал национальные отборы под названием A Song for Europe для выбора артиста и песни, либо только песни для участия на Евровидение. В конце 2000 года BBC объявило, что A Song for Europe будет придерживаться того же формата, как и в предыдущие годы, а победителя будут определять телезрители. Национальный отбор состоялся 11 марта 2001 года в телестудии BBC в Борхэмвуде, графство Хертфордшир. Ведущей была Кэти Хилл. Финалу A Song for Europe 2001 предшествовал полуфинал, проходивший с 22 по 26 января 2001 года и транслировавшийся только на радиостанции BBC Radio 2. Восемь песен было представлено в течение января на радио в программах Кена Брюса и Терри Вогана. Четверо из них прошли в телевизионный финал посредством онлайн-голосования и публичного телевизионного голосования. Хотя результаты полуфинала не были опубликованы, ходил слух, что Тони Мур выиграл полуфинал. Среди конкурсантов присутствовала шведская певица Нанна Грёнвалл, представлявшая Швецию на Евровидение-1996 как участник группы One More Time.
| Порядковый номер | Исполнитель    | Название песни        | Автор(ы)                                                                     | Результат |
| ---------------- | -------------- | --------------------- | ---------------------------------------------------------------------------- | --------- |
| 1                | Люси Рэнделл   | Just Another Rainbow  | Пит Кирли, Тим Хоус                                                          | Прошёл    |
| 2                | Шарлотта Генри | King of Love          | Макс Миллиган, Шарлотта Генри                                                | Не прошёл |
| 3                | Нанна Грёнвалл | Men                   | Кимберли Рю                                                                  | Прошёл    |
| 4                | Линдси Дракасс | No Dream Impossible   | Рассел Баллард, Крис Винтер                                                  | Прошёл    |
| 5                | Тони Мур       | That's My Love        | Тони Мур                                                                     | Прошёл    |
| 6                | Люк Галлиана   | To Die For            | Стивен Липсон, Уэйн Гектор, Дени Лю, Ники Грэм                               | Не прошёл |
| 7                | Moneypenny     | Twisted               | Дон Джозеф, Сара Экер, Люси Эббот, Рассел Баллард, Крис Баллард, Энди Мюррей | Не прошёл |
| 8                | Obsession      | Why Should I Love You | Джоди Уилсон, Ричард Дэрбишир, Фрэнк Маскер                                  | Не прошёл |

| Порядковый номер | Исполнитель    | Название песни       | Очки   | Место |
| ---------------- | -------------- | -------------------- | ------ | ----- |
| 1                | Люси Рэнделл   | Just Another Rainbow | 19,337 | 3     |
| 2                | Нанна Грёнвалл | Men                  | 5,556  | 4     |
| 3                | Линдси Дракасс | No Dream Impossible  | 45,564 | 1     |
| 4                | Тони Мур       | That's My Love       | 31,895 | 2     |

## На «Евровидении»
По правилам конкурса Евровидение-2001, список стран-участниц состоит из страны-победительницы прошлого выпуска, стран-членов «большой четвёрки» (Великобритания, Германия, Испания и Франция), 12 стран с высоким средним баллом за предыдущие пять конкурсов и тех стран, кто не участвовал в Евровидение-2001, но транслировал его. Поскольку Великобритания является членом "большой четвёрки", то она автоматически была приглашена к участию. 21 ноября 2000 года прошла жеребьёвка, согласно которой Линдис Дракасс выступала под номером 16, между Турцией и Словенией. В конце голосования она заняла 15-е место из 23, набрав 28 очков. Это был третий год подряд, когда Великобритания финишировала ниже верхней десятки. 12 очков британские телезрители присудили стране-победителю, Эстонии.

### Голосование
| Очки      | Страна                                        |
| --------- | --------------------------------------------- |
| 12 баллов |                                               |
| 10 баллов |                                               |
| 8 баллов  |                                               |
| 7 баллов  |                                               |
| 6 баллов  |                                               |
| 5 баллов  |                                               |
| 4 балла   | - Ирландия                                    |
| 3 балла   | - Латвия - Литва - Мальта - Россия - Хорватия |
| 2 балла   | - Германия - Нидерланды - Польша - Португалия |
| 1 балл    | - Испания                                     |

| Очки      | Страна   |
| --------- | -------- |
| 12 баллов | Эстония  |
| 10 баллов | Дания    |
| 8 баллов  | Швеция   |
| 7 баллов  | Греция   |
| 6 баллов  | Франция  |
| 5 баллов  | Ирландия |
| 4 балла   | Литва    |
| 3 балла   | Испания  |
| 2 балла   | Германия |
| 1 балл    | Мальта   |